# 奥直人
奥 直人（おく なおと、1952年9月 - ）は、日本の薬学者（腫瘍生化学・薬物送達学・核医学）。学位は薬学博士（東京大学・1980年）。帝京大学薬学部学部長・教授、静岡県立大学名誉教授。
東京大学薬学部研究員、ノースウェスタン大学助手、摂南大学薬学部助教授、静岡県立大学薬学部教授、静岡県立大学学長補佐、静岡県立大学大学院薬学研究科研究科長、静岡県立大学薬学部学部長、社団法人日本薬学会副会頭、静岡県立大学副学長、静岡県公立大学法人理事、静岡県立大学大学院薬学研究院研究院長（第2代）、静岡県立大学大学院薬食生命科学総合学府学府長（第3代）、公益社団法人日本薬学会会頭（第69代）などを歴任した。

## 来歴

### 生い立ち
1952年9月、東京都世田谷区にて生まれた。東京都立戸山高等学校を卒業し、東京大学にて薬学部の製薬化学科で学んだ。在学中、野島庄七の門下となり指導を受けた。1975年に東京大学を卒業すると、そのまま同大学の大学院に進学し、薬学系研究科にて学んだ。大学院においても、引き続き野島庄七の指導を受けた。1980年、東京大学の大学院における博士課程を修了した。それにともない、薬学博士の学位を取得した。

### 研究者として
1980年11月より、母校である東京大学の薬学部にて研究員として勤務した。その後、アメリカ合衆国に渡り、1981年6月よりノースウェスタン大学にて博士研究員として勤務した。翌年1月、ノースウェスタン大学の助手となった。日本に帰国後は摂南大学に転じ、1983年10月より薬学部の講師を務めた。1987年4月、摂南大学にて薬学部の助教授に昇任した。1991年6月、静岡県立大学に転じ、薬学部の助教授に就任した。1998年4月には、静岡県立大学にて、薬学部の教授に昇任した。薬学部においては、主として薬学科の講義を担当し、医薬生命化学分野を受け持った。また、静岡県立大学の大学院においては、薬学研究科の教授も兼務した。2012年、静岡県立大学の大学院の一部に研究院・学府制が導入されることになり、薬学研究科と生活健康科学研究科が統合され、2研究院1学府に再編された。それにともない、新設された薬学研究院においても教授を兼務することになった。大学院においては、主として薬食生命科学総合学府の講義を担当し、医薬生命化学教室を受け持った。そのほか、並行して学内の役職も兼務しており、1998年4月から2000年3月まで実験動物センター運営委員会委員長を、1998年4月から2013年3月までアイソトープセンター運営委員会委員長を、1998年4月から1999年3月まで、および、2003年4月より放射線安全委員会委員長を、2000年4月から2013年3月まで放射線取扱主任を、2002年4月から2005年3月まで教務委員会委員長を、2005年4月より核燃料物質管理委員会委員長と核燃料物質管理責任者を、2012年4月から2013年3月まで国際交流委員会委員長を兼務した。さらに、1999年8月から2001年3月、2002年4月から2004年3月、2012年4月から2013年3月の計3回にわたり学長補佐を務め、2002年4月から2005年5月まで評議員を務めた。2005年6月には大学院の薬学研究科にて研究科長に就任し、2007年9月まで務めた。さらに翌月には、薬学部の学部長に就任している。2013年4月には副学長に就任し、2015年3月まで務めた。その後、薬学研究院の研究院長や、薬食生命科学総合学府の学府長に就任している。また、静岡県立大学を設置・運営する公立大学法人たる静岡県においても、2014年4月に理事に就任し、2015年3月に退任した。2018年3月31日、定年により静岡県立大学を退職した。なお、退職後に、静岡県立大学から名誉教授の称号が贈られている。2018年4月、帝京大学に転じ、薬学部の教授に就任した。2019年には、帝京大学の薬学部の学部長を兼務した。

## 研究
専門は薬学であり、特に腫瘍生化学、薬物送達学、核医学といった分野を研究していた。生化学や細胞生物学といった生物系薬学が主であり、大学では医薬生命化学分野を指導していた。ジパルミトイルホスファチジルコリン（いわゆるDPPC）、リポソーム（糖鎖修飾リポソームなど）、抗癌剤に関する研究で知られている。具体的には、腫瘍新生血管を標的とした悪性新生物治療法の開発や、リポソーム工学を利用したドラッグデリバリーシステムの研究などに取り組んだ。ドラッグデリバリーシステムの研究においては、薬剤をリポソームの中に入れることで、薬剤による副作用の抑制を図ってきた。また、ドラッグデリバリーシステムの脳疾患への応用についても研究しており、脳梗塞時に同システムを活用することで虚血部位の障害を抑制し、運動機能を維持できることを明らかにした。
1995年3月29日には、「機能性リポソームの基礎と応用に関する研究」 が評価され、日本薬学会より日本薬学会奨励賞が授与された。2016年3月26日には、「リポソームDDS技術革新と疾患治療への応用」 の功績により、日本薬学会より日本薬学会賞を授与された。なお、日本薬学会賞は「同学会の最高位の賞で、薬学の基礎および応用に関し日本薬学会を代表するに足る研究業績をあげ、世界の学術進歩に著しく貢献した研究者」 のみに授与されるが、静岡県立大学薬学部の現職教員で同賞および同賞の前身の賞を受賞したのは、矢内原昇、阿知波一雄、鈴木康夫に続き4人目である。なお、静岡県立大学の前身である静岡薬科大学時代を含めれば、鵜飼貞二、林英作、小菅卓夫がいるため7人目となる。また、これまでの業績が評価され、2012年7月には日本DDS学会から、日本DDS学会永井賞を授与された。さらに、2015年3月には静岡県立大学学長表彰を受けた。同年には、日本薬剤学会からもタケル・アヤ・ヒグチ記念賞が授与された。2019年9月には、リポソームの研究における功績が評価され、国際リポソーム研究会議にてバンガム賞が授与された。なお、バンガム賞を受賞したのは日本人として初であり、アジア全体でみても史上初めてとなる。
学術団体としては、日本薬学会、日本生化学会、日本薬剤学会、日本DDS学会、日本癌学会、日本がん転移学会、日本がん分子標的治療学会、遺伝子・デリバリー研究会、米国癌学会、コントロールリリース学会などに所属している。日本薬学会においては、副会頭に就任するとともに、学術誌編集委員会、総務委員会、財務委員会、年会問題検討委員会などで委員長を務めた。2015年には次期会頭候補者に選出された。2017年3月24日に開催された代議員総会により、2017年度から2018年度までの会頭として正式に選出された。そのほか、日本DDS学会では理事を、日本生化学会では評議員を務めるなど、各団体の役職を歴任した。

## 門下生
- 浅井知浩
- 南彰
- 小出裕之

## 略歴
- 1952年 - 誕生。
- 1975年 - 東京大学薬学部卒業。
- 1980年 - 東京大学大学院薬学系研究科博士課程修了。
- 1980年 - 東京大学薬学部研究員。
- 1981年 - ノースウェスタン大学博士研究員。
- 1982年 - ノースウェスタン大学助手。
- 1983年 - 摂南大学薬学部講師。
- 1987年 - 摂南大学薬学部助教授。
- 1991年 - 静岡県立大学薬学部助教授。
- 1991年 - 静岡県立大学大学院薬学研究科助教授。
- 1998年
  - 静岡県立大学薬学部教授。
  - 静岡県立大学大学院薬学研究科教授。
  - 静岡県立大学実験動物センター運営委員会委員長。
  - 静岡県立大学アイソトープセンター運営委員会委員長。
  - 静岡県立大学放射線安全委員会委員長。
- 1999年 - 静岡県立大学学長補佐。
- 2000年 - 静岡県立大学放射線取扱主任。
- 2002年
  - 静岡県立大学学長補佐。
- 2002年
  - 静岡県立大学評議員。
  - 静岡県立大学教務委員会委員長。
- 2005年
  - 静岡県立大学核燃料物質管理委員会委員長。
  - 静岡県立大学核燃料物質管理責任者。
  - 静岡県立大学大学院薬学研究科研究科長。
- 2007年 - 静岡県立大学薬学部学部長。
- 2012年
  - 静岡県立大学大学院薬学研究院教授。
  - 静岡県立大学学長補佐。
  - 静岡県立大学国際交流委員会委員長。
- 2013年 - 静岡県立大学副学長。
- 2014年 - 静岡県公立大学法人理事。
- 2015年
  - 静岡県立大学大学院薬学研究院研究院長。
  - 静岡県立大学大学院薬食生命科学総合学府学府長。
- 2017年 - 日本薬学会会頭。
- 2018年
  - 静岡県立大学退職。
  - 帝京大学薬学部教授。
  - 静岡県立大学名誉教授。
- 2019年 - 帝京大学薬学部学部長。

## 賞歴
- 1995年 - 日本薬学会奨励賞。
- 2012年 - 日本DDS学会永井賞。
- 2015年 - 静岡県立大学学長表彰。
- 2015年 - タケル・アヤ・ヒグチ記念賞。
- 2016年 - 日本薬学会賞。
- 2019年 - バンガム賞。

## 著作

### 単著
- 奥直人著『リポソームの作成と実験法』廣川書店、1994年。ISBN 4567182707

### 編纂
- 秋吉一成・辻井薫監修、奥直人・久保井亮一・宝谷紘一編『リポソーム応用の新展開――人工細胞の開発に向けて』エヌ・ティー・エス、2005年。ISBN 4860430859

### 註釈
1. ↑  日本薬学会の『歴代受賞者 日本薬学会賞｜公益社団法人日本薬学会』には「機能性リポゾームの基礎と応用に関する研究」と表記されているが、岡田昌二の「日本薬学会奨励賞受賞奥直人氏の業績」（『ファルマシア』31巻6号、日本薬学会、1995年6月1日、630頁）には「機能性リポソームの基礎と応用に関する研究」と表記されている。奥直人の研究対象は「リポゾーム」ではなく「リポソーム」（liposome）であるため、日本薬学会のウェブサイトの誤記と考えられる。

## 関連人物
- 辻井薫
- 宝谷紘一